# Szwadron Milicji Konnej Sochaczewskiej
Szwadron Milicji Konnej Sochaczewskiej – polski oddział kawalerii wchodzący w skład wojsk powstańczych okresu insurekcji kościuszkowskiej.

## Formowanie
Szwadron sformowany został we wrześniu 1794 na ziemi sochaczewskiej przez generała majora Leona Bielickiego. 26 września szwadron liczył 50 ludzi, a 8 października – 87 i 24 konie. Do jednostki rekrutowano tylko ochotników. 

## Żołnierze szwadronu
Organizatorem szwadronu był generał major ziemi sochaczewskiej Leon Bielicki, a jego dowódcą były porucznik z 1 Brygady Małopolskiej mjr Jakub Olszewski. Rotmistrzem był Stanisław Malczewski, pierwszym porucznikiem został Piotr Jerzmanowski, drugim – Gabriel Brodnicki, trzecim – Kajetan Redlicki, a porucznikiem adiutantem – Antoni Łaniewski. Tadeusz Kościuszko, podpisując patenty, poczynił na nich adnotacje, że oficerowie, którzy je otrzymują, będą pozostawać bez gaży do czasu skompletowania „pułku”. 